# Karl Malmström
Karl Malmström (* 27. Dezember 1875 in Göteborg; † 6. September 1938 ebenda) war ein schwedischer Wasserspringer.
Malmström startete bei den Olympischen Spielen 1908 in London im Kunst- und im Turmspringen. Beim Kunstspringen schied er in der ersten Runde aus. Im Turmspringen erreichte er das Finale und gewann hier hinter Hjalmar Johansson und vor Arvid Spångberg die Silbermedaille.